# Коренізація
Кореніза́ція — політика залучення представників корінного населення радянських республік та автономій до місцевого керівництва та надання офіційного (а інколи — й панівного) статусу їхнім національним мовам. Проводилася у СРСР протягом 1920-х років, аж до 1932 року. Політика започаткована XII з'їздом РКП(б) у квітні 1923 року в Москві.
Прикладами коренізації стали, зокрема, українізація та білорусизація.
Паралельно існував інший радянський фразеологізм «братство народів», який також віддзеркалював концепцію марксистської теорії соціального класу.

## Причини
У другому томі своєї книги «Сталін» Лев Троцький пригадував, що з 140 мільйонів населення РСФСР (виключаються Фінляндія, Естонія, Латвія, Литва, польські території) великороси складають не більше 75 мільйонів, решта ж — 65 мільйонів — складають не великоросійські національності. Щоб схилити представників «неросійських» національностей на свій бік, радянська влада спробувала звернутися до них їхньою мовою.
Наприклад, в Україні тих часів більшість більшовиків були представниками міського російськомовного населення. Етнічних українців серед них було дуже мало, майже ніхто не вживав української. Водночас більшість селян були україномовними. До радянської влади вони ставились без особливих симпатій, а часто — ворожо. Опис цієї ситуації знаходимо як у численних спогадах того періоду (зокрема, в того ж Троцького), так і у художній літературі (на приклад, у повісті Бориса Антоненка-Давидовича «Смерть».).
Звісно, за таких умов, логічним було «приручити» непокірні народи: визнати їхню мову, культуру, залучити до державної адміністрації. Крім того, такі міри мали послабити вплив націоналістів — українських, білоруських, кавказьких, середньоазійських та інших.

## Наслідки
В Україні вона набула насамперед форми «українізації». Поняття «коренізація» на довгі роки зникло з радянської політичної лексики, з'явившись лише в горбачовську «перебудову».
Хоча доба «коренізації» та «українізації» була важливою і яскравою, її основним завданням було «вкорінення» влади на окраїнах, врахування національних чинників при формуванні партійно-державного апарату. Це потенційно несло в собі загрозу унітарній державній структурі, оскільки здійснювалося під гаслом подолання великодержавного шовінізму, а відтак мало призвести до формування місцевих етноеліт. Вони мали з часом «забронювати» адміністративно-управлінські посади і престижні соціальні ніші, а відтак неминуче повинна була змінитися парадигма їхніх стосунків із центром. Змінитись у бік бодай формального визнання свого статусу, вимог певної автономії і поваги з боку центральних управлінських структур ієрархії локальних владних відносин.
Доктор історичних наук, професор Юрій Шаповал наполягає, що існування Української РСР, політика «коренізації», а значить і українізації, з'явилися завдяки існуванню Української Народної Республіки, яку окупували більшовики.
«Українізація — вимушений крок, вони без цього могли програти. Більшовицька партія була малопопулярна на окраїнах імперії. В Україні вона масовою не була. Коли запровадили коренізацію в 1923 році, це був крок, щоб вижити режиму», — вважає Шаповал.
Він пояснює, що за рахунок місцевих кадрів більшовики "вкорінювались" на окраїнах, а для цього треба було дати пряник.
«Але всіх адептів та речників українізації врешті знищили. Але ця кон'юнктурна політика принесла позитив — культурний сплеск, який потім назвуть українським розстріляним відродженням», — додає історик. А для селян, як нагадує Шаповал, все це врешті закінчилось Голодомором.
Парадокс: з одного боку тривав процес партійно-бюрократичної централізації, а з іншого — збільшувалася кількість національно-територіальних утворень, підвищувався їхній формальний статус.
«Коренізація» на практиці означала дерусифікацію, вивільнення різнопланових можливостей представників того чи іншого народу. Організація мережі шкіл усіх ступенів, закладів культури, газет і журналів, книговидавничої справи мовами корінних національностей — це лише деякі ключові проблеми, що їх належало тепер розв'язувати за офіційної державної підтримки на місцях. КП(б)У здійснювала цю політику в двох напрямах, дотримуючись лінії на «українізацію» і на сприяння розвиткові нацменшостей. Практично цю лінію реалізував насамперед наркомат освіти УСРР. І ось хоч і каліченою, але українською мовою заговорили представники партійно-державної еліти. Не зважаючи на те, що «українізація» була специфічним явищем, її сприйняли представники української інтелігенції: і прокомуністично налаштовані, і ті, які прагнули в рамках тодішньої державності підтримувати національні традиції. Невипадково завдяки зусиллям таких діячів, як академік Михайло Грушевський (він повернувся в Україну в березні 1924 року) та інших, історичний і культурний процеси в Україні почали розглядатись як такі, що розвивалися поруч з історією Росії, а не як регіональний варіант останньої.
Так, під тиском «націонал-комуністів» Сталін і його оточення пішли на проведення контрольованої «коренізації». Пішли, маючи на меті згодом розпрощатись із цією політикою у звичний для себе, але трагічний для адептів цієї політики, спосіб. Це станеться через 10 років, наприкінці голодного 1932 року, коли офіційно буде засуджено «українізацію» як «петлюрівську», а її прихильники почали «українізувати» Соловки та інші сталінські табори. І ось у декого з дослідників з'явилася думка: а чи не були «коренізація» і «українізація» грандіозною провокацією режиму з метою виявлення, а потім нищення «національно свідомих елементів»?